# Alfarnatejo
Alfarnatejo est une commune située dans la province de Malaga de la communauté autonome d'Andalousie en Espagne.

## Géographie
Elle est limitée Nord par la municipalité d'Alfarnate, au Sud par les municipalités de Periana et de Riogordo, et à l'Ouest à la municipalité de Colmenar.
La majorité de la population est située à 898 mètres d'altitude. La ville entourée par le "Pic de Chamizo" (1,637 m), celui du "Gallo" (1,356 m) et le "Vilo" (1,412 m). Dans la municipalité, "los Altos del Fraile" (1,222 m) et de "Doña Ana" (1,188 m).

## Administration
| Législature | Nom du Maire                          | Parti Politique |
| ----------- | ------------------------------------- | --------------- |
| 1979 - 1983 | José Ferrer Pascual                   | UCD             |
| 1983 - 1987 | Juan Moreno Luque José Ferrer Pascual | UCD             |
| 1987 - 1991 | Julia Luque Vega                      | PDP             |
| 1991 - 1995 | Francisco Camacho Pascual             | PSOE            |
| 1995 - 1999 | Francisco Camacho Pascual             | PSOE            |
| 1999 - 2003 | Antonio Benítez Barroso               | PSOE            |
| 2003 - 2007 | Antonio Benítez Barroso               | PSOE            |
| 2007 - 2011 | Antonio Benítez Barroso               | PSOE            |
| 2011 - 2015 | Antonio Benítez Barroso               | PSOE            |
| 2015 -      | Antonio Benítez Barroso               | PSOE            |

## Démographie
Évolution démographique d'Alfarnatejo depuis 1857
Source: INE

## Fêtes
- 25 avril Saint Marcos
- 15 mai Saint Isidro
- premier Week-end d'aout la fête du gaspacho est célébrée.
- 29 septembre: Saint Cristo de Cabrilla